# Söderhällgården
Söderhällgården är ett folklivsmuseum i Älvkarleö i Älvkarleby kommun, norra Uppland, som grundades under 1950-talets senare hälft. Grundaren hette Sven Söderhäll och han samlade på sig föremål och ställde därpå i ordning ett antal kulturhistoriska miljöer. 1977 totalförstördes hela museet i en brand. 
Idag är allting återuppbyggt och svenska kulturmiljöer exempelvis kolarkoja, fotografiateljé från sekelskiftet och ett finrum förberett för husförhör finns att se på museet. Museet har även en hantverksproduktion av tomtedockor och andra kultursouvenirer. Verksamheten drivs och ägs idag av Bengt Söderhäll.